# صحيفة الحرية
صحيفة الحرية صحيفة حكومية سوريّة يومية سياسية شاملة، تصدر عن «مؤسسة الوحدة للصحافة والطباعة والنشر» في العاصمة السورية دمشق ويرأس تحريرها ناظم عيد.
صدر العدد الأول من جريدة تشرين بتاريخ 2 تشرين الأول 1975.
في 6 يناير 2025، أعلنت وزارة الإعلام السورية عن تغيير اسم الصحيفة من «تشرين» كما كانت تعرف خلال عهد نظام الأسد ليصبح «الحرية».

## رؤساء تحرير الصحيفة منذ بدايتها[3]
1. جلال فاروق الشريف.
2. غسان الرفاعي.
3. عميد خولي.
4. يوسف مقدسي.
5. محمد خير الوادي.
6. د. خلف الجراد.
7. عصام داري.
8. سميرة المسالمة.
9. منير الوادي.
10. زياد غصن.
11. رغداء مارديني.
12. محمد البيرق
13. ناظم عيد (2022- )

## وصلات خارجية
- الموقع الرسمي